# 大空なんだ・かんだ
大空なんだ・かんだ（おおぞらなんだ・かんだ）は、ボーイズバラエティ協会所属の漫才コンビ。歌謡浪曲を得意にする。

## メンバー

### 現在
- 二代目大空なんだ

三重県出身。旧芸名：富士たかし（『台風一号・二号』の二号とは別人）
1965年　箱根小涌園の歌謡ショー専属司会者。
1968年　バンド結成、司会者としても活動。
1978年　司会・ナレーター・演出家として独立。
2002年　二代目大空なんだ・かんだ結成。
- 大空かんだ（1937年 - ）　大分県出身。本名は志賀 正紀。ボーイズバラエティ協会名誉会長。

1955年　浪曲師広沢虎若に入門、広沢虎太郎を名乗る。
1958年　大空ヒット門下に移り、漫談修行。
1962年　初代大空なんだ・かんだ結成。
1964年　第12回NHK新人漫才コンクール優勝。
1970年　コンビ解散、司会・浪曲漫談でピン活動。
1978年　歌手デピュー。
2002年　二代目大空なんだ・かんだ結成

### 元メンバー
- 初代大空なんだ

1962年　初代大空なんだ・かんだ結成。
1964年　第12回NHK新人漫才コンクール優勝。
1969年　かんだが出番に穴を開け、酒井国夫を代役に立てたりするうちに自然消滅した。